# 普卢埃南
普卢埃南（法語：Plouénan，法語發音：[pluenɑ̃]）是法国菲尼斯泰尔省的一个市镇，位于该省北部，属于莫尔莱区。

## 地理
普卢埃南（48°37'42"N, 3°59'33"W）面积30.64 平方千米，位于法国布列塔尼大區菲尼斯泰尔省，该省份为法国最西部的省份，位于布列塔尼半岛西部，北西南三面环大西洋，东临阿摩尔滨海省和莫尔比昂省。
与普卢埃南接壤的市镇（或旧市镇、城区）包括：吉克朗、梅斯波勒、普卢古尔姆、普卢沃恩、圣波勒德莱昂、托莱。

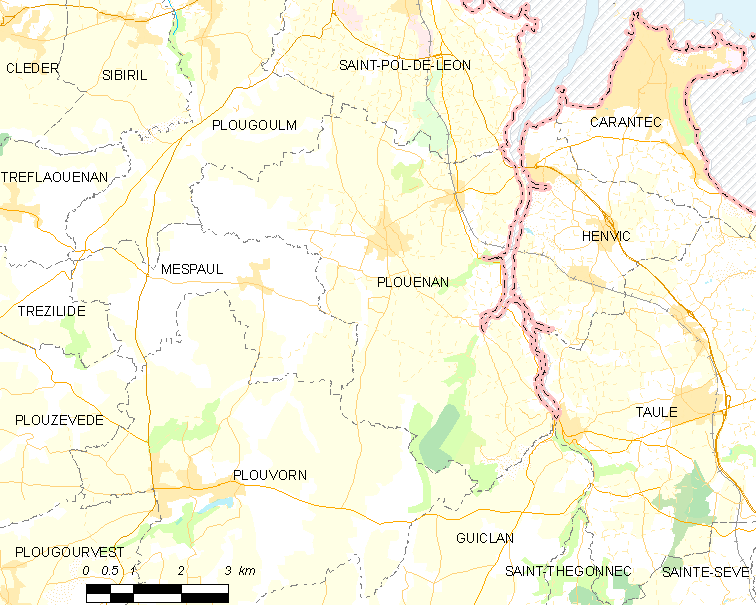
普卢埃南的OSM定位图

普卢埃南的时区为UTC+01:00、UTC+02:00（夏令时）。

## 行政
普卢埃南的邮政编码为29420，INSEE市镇编码为29184。

## 政治
普卢埃南所属的省级选区为圣波勒德莱昂县。

## 人口

1962-2008年间普卢埃南人口变化图示

普卢埃南于2022年1月1日时的人口数量为2588人。